# Adam Pawełczyk
Adam Mieczysław Pawełczyk (ur. 3 grudnia 1950 r. w Wałbrzychu) – polski chemik specjalizujący się w rozwijaniu metod utylizacji odpadów, remediacji środowiska skażonego chemicznie oraz estymacji ryzyka środowiskowego, profesor w Katedrze Inżynierii i Technologii Procesów Chemicznych Politechniki Wrocławskiej.

## Życiorys
W 1975 r. ukończył studia na Wydziale Chemicznym Politechniki Wrocławskiej. W 1981 r. na tymże wydziale uzyskał stopień doktora nauk technicznych w dyscyplinie technologia chemiczna, na podstawie pracy pt. „Mechaniczne wzbudzanie reakcji chemicznych siarczanu amonowego z naturalnymi fosforanami wapnia”, wykonanej pod kierunkiem prof. Jerzego Schroedera. W 2013 r. University of Defence in Brno nadał mu stopień doktora habilitowanego nauk społecznych na podstawie rozprawy Environmental health risk and its sustainable abatement. W 2020 r. uzyskał tytuł profesora nauk inżynieryjno-technicznych.
Kierował projektami badawczymi związanymi między innymi z zastosowaniem aktywacji mechanicznej w procesach zagospodarowania odpadów, unieszkodliwiania odpadów niebezpiecznych oraz remediacji środowiska skażonego produktami naftowymi. Jest autorem metodologii ilościowej oceny środowiskowego ryzyka zdrowotnego na terenach skażonych chemicznie. W latach 1994–2013 był koordynatorem kilkunastu projektów europejskich oraz ekspertem Komisji Europejskiej ds. jakości szkolnictwa wyższego w Bośni i Hercegowinie (1998–2004). Jest producentem filmu dokumentalnego „Ziemia Zapomniana”.
Jego dorobek naukowy obejmuje ponad 270 prac naukowych, w tym 3 monografie, 2 podręczniki i 9 patentów.
Żonaty z Katarzyną z d. Beuth, architekt. Ojciec Macieja, producenta filmowego.

## Odznaczenia i wyróżnienia
Wybrane odznaczenia i wyróżnienia:
- Złoty Medal za Długoletnią Służbę 2018[7]
- Złoty Medal z Wyróżnieniem na Światowych Targach Wynalazczości INNOVA w Brukseli 2012[8]
- Nagroda Ministra Nauki i Szkolnictwa Wyższego za Międzynarodowe Osiągnięcia Naukowe 2013[7]
- Indywidualna Nagroda Rektora PWr za Osiągnięcia Naukowe 2013[potrzebny przypis]
- Nagroda Ministra Nauki i Szkolnictwa Wyższego za Innowacje 2012[9]
- Srebrny Krzyż Zasługi[7]
- Medal Uniwersytetu Bihać, Bośnia i Hercegowina[7]
- Nagrody Naczelnej Organizacji Technicznej 1982, 2005, 2006, 2011[potrzebny przypis]
- Nagroda Ministra Szkolnictwa Wyższego za pracę doktorską 1981[potrzebny przypis]

## Wybrane publikacje
- Adam Pawełczyk i inni, Chemical elimination of the harmful properties of asbestos from military facilities, „Waste Management”, 61, 2017, s. 377–385, DOI: 10.1016/j.wasman.2016.11.041 [dostęp 2020-12-28] (ang.).
- Adam Pawełczyk, František Božek, Kazimierz Grabas, Impact of military metallurgical plant wastes on the population's health risk, „Chemosphere”, 152, 2016, s. 513–519, DOI: 10.1016/j.chemosphere.2016.03.031 [dostęp 2020-12-28] (ang.).
- Adam Pawełczyk, Bogdan Szczygieł, Prospects for processing wastes into products used in agriculture, „Pure and Applied Chemistry”, 81 (1), 2009, s. 113–122, DOI: 10.1351/PAC-CON-08-02-13 (ang.).
- Justyna Kubicz, Adam Pawełczyk, Paweł Lochyński, Environmental health risk posed by contamination of the individual water wells, „Chemosphere”, 208, 2018, s. 247–256, DOI: 10.1016/j.chemosphere.2018.05.182 [dostęp 2020-12-28] (ang.).
- Adam Pawełczyk i inni, Mitigation of the Environmental Health Risk on Military Air Bases Polluted with Hydrocarbons, „Journal of Environmental Engineering”, 143 (1), 2017, art. nr 05016007, DOI: 10.1061/(ASCE)EE.1943-7870.0001166, ISSN 0733-9372 [dostęp 2020-12-28] (ang.).
- Justyna Kubicz i inni, Effects of drought on environmental health risk posed by groundwater contamination, „Chemosphere”, 263, 2021, art. nr 128145, DOI: 10.1016/j.chemosphere.2020.128145 [dostęp 2020-12-28] (ang.).